# 7P/Pons-Winnecke
7P/Pons-Winnecke es un cometa periódico del sistema solar, perteneciente a la familia de cometas jovianos. Por término medio, recorre su órbita alrededor del Sol cada 6,3 años. 

## Descubrimiento
Fue descubierto el 12 de junio de 1819 por Jean-Louis Pons, desde el Observatorio de Marsella, y redescubierto por Friedrich Winnecke del Observatorio de Bonn el 9 de marzo de 1858.

## Características
Su distancia al sol en el perihelio durante el curso de los siglos XIX y XX ha aumentado, pasando de un valor inferior a 1 UA, interior a la órbita de la Tierra, a un valor superior a 1 UA. Actualmente es de alrededor de 1,25 UA. El cometa pasó a la mínima distancia de la Tierra, menos de 6 millones de km, el 26 de junio de 1927. Esta distancia es notablemente inferior a la distancia mínima de intersección orbital actual. La discrepancia es debida al continuo aumento de la distancia perihélica, que para la orientación orbital de esta cometa comporta como consecuencia un continuo aumento de la citada distancia mínima de intersección. Este desplazamiento ha hecho que en el pasado (en 1916, en 1921 y en 1927) el cometa diese origen a una lluvia de meteoros, las Boótidas de junio: se pensaba que siendo ahora el perihelio exterior a la órbita de la Tierra, no se produciría de nuevo este fenómeno. Sin embargo, se produjo una sorpresa en 1998, cuando se registró una nueva lluvia de Boótidas de junio, con la característica muy rara para una lluvia meteórica de una duración de casi 24 horas.